# Hubertus Großler
Hubertus Großler (* 24. Dezember 1919 in Liegnitz, Provinz Niederschlesien; † 2. Mai 1996 in Starnberg) war ein deutscher Offizier der Bundeswehr, zuletzt im Dienstgrad Generalmajor, und Abteilungsleiter im Bundesnachrichtendienst.

## Leben

### Wehrmacht
Großler wurde als Sohn eines Schloßinspektors geboren. Er studierte ab 1939 Rechtswissenschaft an der Universität Breslau und trat am 12. Januar 1940 als Offizieranwärter beim Nachrichtenersatzbataillon 18 in Liegnitz in die Wehrmacht ein und später Zugführer in der Nachrichtenabteilung 18. Am 1. Dezember 1941 wurde er zum Leutnant befördert. Im Januar bis April 1942 war er stellvertretender Dritter Generalstabsoffizier (Ic) im Stab der 18. Infanterie-Division in Russland, von Mai bis September 1942 Nachrichtenführer in der Nachrichtenabteilung 18 in Staraja Russa, von Oktober bis Dezember 1942 Nachrichtenführer im Infanterie-Regiment 51 (motorisiert) in Tichwin, Russland, von März 1942 bis April 1942 1. Ordonnanzoffizier im Stab der 18. Infanterie-Division am Ilmensee, Russland, wurde am 1. Februar 1943 zum Oberleutnant ernannt, war von Mai 1943 bis Februar 1945 Abteilungs-Adjutant und Kompaniechef in der Nachrichtenabteilung 117 auf der Peloponnes in Griechenland und auf dem Balkan in Bosnien, wo er am 1. November 1944 zum Hauptmann befördert wurde und von März bis Mai 1945 Abteilungsführer der I. Abteilung des Heeresgruppennachrichtenregiments 518 der Heeresgruppe E auf dem Balkan.

### Kriegsgefangenschaft und Privatwirtschaft
Von Mai 1945 bis Februar 1949 war Großler in jugoslawischer Kriegsgefangenschaft. Von März bis Oktober 1949 war er Volontär in der Chinin-Fabrik Braunschweig, von November 1949 bis August 1951 kaufmännischer Angestellter bei G. Pohl-Boskamp und von September 1951 bis März 1956 kaufmännischer Angestellter und Abteilungsleiter (Import-Export) der Firma Günther Stoelck in Braunschweig und Hamburg.

### Bundeswehr
Am 4. April 1956 trat Großler als Hauptmann in die Bundeswehr ein und war zunächst bis März 1958 S3-Offizier im Fernmeldelehrbataillon in Sonthofen. Von 1958 bis 1959 absolvierte er den 2. Generalstabslehrgang Heer an der Führungsakademie der Bundeswehr in Bad Ems, später Hamburg, wo er zum Offizier im Generalstabsdienst ausgebildet wurde. Anschließend war er G4 und G3 der 4. Panzergrenadierdivision in Regensburg von April 1959 bis März 1963 und anschließend von April 1963 bis Januar 1966 Bataillonskommandeur des Gebirgsfernmeldebataillons 8 in Murnau am Staffelsee. Danach war er von Februar 1966 bis September 1967 Lehrstabsoffizier an der Fernmeldeschule des Heeres in Feldafing, von Oktober 1967 bis September 1969 Chef des Stabes in der Inspektion Führungstruppen im Truppenamt in Köln. Großler war, zum Oberst befördert, von Oktober 1969 bis März 1972 Kommandeur der Fernmeldeschule des Heeres. Am 18. Februar 1970 nahm die Bundesregierung den Vorschlag zur Ernennung Großlers zum Brigadegeneral zustimmend zur Kenntnis. Die Beförderung erfolgte am 27. Februar 1970. Von April 1972 bis Juni 1974 war er General Führungstruppen und Inspizient Fernmeldewesen im Heeresamt in Köln. Von Juli bis September 1974 bereitete er sich auf eine neue Verwendung vor.

### Bundesnachrichtendienst
Zum Oktober 1974 wechselte Großler zum Bundesnachrichtendienst, wo er die für technische Aufklärung zuständige Abteilung II von Hauptmann a. D. und Ministerialdirigent Robert Borchardt übernahm und zum Generalmajor befördert wurde. Er erweiterte die Abteilung um die Unterabteilung IID (Technische Entwicklung) und IIZ (Auftrag/Einsatz). Ende September 1976 legte er die erste umfassende Studie zur Raumfahrt- und Satellitenaufklärung vor. 1980 übergab Großler die Abteilung an seinen Nachfolger, Brigadegeneral Joachim Schulte und wurde mit Ablauf des August 1980 in den Ruhestand versetzt.

### Gesellschaft für Wehrkunde
Anschließend war er bis 1987 Landesbeauftragter der Gesellschaft für Wehrkunde für Bayern.

## Privates
Großler war verheiratet/verwitwet und hatte zwei Kinder. Er soll der SPD nahegestanden haben.

## Auszeichnungen
- Eisernes Kreuz I. Klasse (31. Oktober 1944)
- Kriegsverdienstkreuz mit Schwertern II. Klasse (20. April 1944)
- Verdienstkreuz 1. Klasse des Verdienstordens der Bundesrepublik Deutschland